# Eleição municipal do Recife em 2016
A eleição municipal do Recife em 2016 ocorreu em 2 de outubro, para eleger um prefeito, um vice-prefeito e 39 vereadores para a administração da cidade. O prefeito titular é Geraldo Júlio, do Partido Socialista Brasileiro (PSB), que concorre a reeleição contra o ex-prefeito da cidade João Paulo (PT), o deputado federal Daniel Coelho (PSDB), a vereadora Priscila Krause (DEM), o deputado estadual Edilson Silva (PSOL) além de Carlos Augusto (PV), Simone Fontana (PSTU) e Pantaleão (PCO).
O prefeito Geraldo Júlio venceu no primeiro turno obtendo 49,4% dos votos, não conseguido vencer no primeiro turno, fazendo com que se ocorra um segundo turno no dia 30 de outubro entre ele e o ex-prefeito João Paulo, no qual ele foi o vencedor com 61,3% dos votos. Essas são as primeiras eleições com segundo turno no Recife desde 2000, quando ocorreu um segundo turno entre João Paulo e o na época prefeito da cidade Roberto Magalhães com vitória de João Paulo e a segunda vez que ocorre segundo turno em Recife desde que entrou em vigor a Constituição de 1988.

## Candidatos a prefeito
| Nº | Candidato(a)    | Candidatos a vice-prefeito | Partido | Coligação |
| -- | --------------- | -------------------------- | ------- | --- |
| 13 | João Paulo      | Silvio Costa Filho         | PT      | "Recife pela Democracia" PT, PRB, PTN, PTdoB e PTB                                                                               |
| 16 | Simone Fontana  | José Mariano               | PSTU    | |
| 25 | Priscila Krause | Alcides Cardoso            | DEM     | "O Recife Acredita" DEM e PMN |
| 29 | Pantaleão       | Jorge Nunes                | PCO     | |
| 40 | Geraldo Júlio   | Luciano Siqueira           | PSB     | "Frente Popular do Recife" PSB, PCdoB,PMDB,PRTB, PPL, PSC, PR, PMB, PTC, PP, PPS, PSD, PDT, PRP, SD, REDE, PSDC, PROS, PHS e PEN |
| 43 | Carlos Augusto  | Jacques Ribemboim          | PV      | |
| 45 | Daniel Coelho   | Sérgio Bivar               | PSDB    | "Juntos pela Mudança" PSDB e PSL                                                                                                 |
| 50 | Edilson Silva   | Luciana Cavalcanti         | PSOL    | "Seja a Mudança" PSOL e PCB |

## Pesquisas eleitorais

### 1° turno
| Data          | Instituto | Geraldo Júlio (PSB) | João Paulo (PT) | Daniel Coelho (PSDB) | Priscila Krause (DEM) | Edilson Silva (PSOL) | Carlos Augusto (PV) | Simone Fontana (PSTU) | Pantaleão (PCO) | Brancos e nulos | Indecisos |
| ------------- | --------- | ------------------- | --------------- | -------------------- | --------------------- | -------------------- | ------------------- | --------------------- | --------------- | --------------- | --------- |
| 20/06/2016    | Ipespe    | 25%                 | 23%             | 13%                  | 3%                    | 1%                   | 1%                  | —                     | —               | 25%             | 8%        |
| 22/08/2016    | Ibope     | 26%                 | 27%             | 11%                  | 8%                    | 4%                   | 1%                  | 1%                    | 1%              | 15%             | 6%        |
| 26/08/2016    | Datafolha | 28%                 | 32%             | 10%                  | 6%                    | 3%                   | 1%                  | 0%                    | 0%              | 13%             | 7%        |
| 29/08/2016    | IPMN      | 25,3%               | 27,7%           | 5,9%                 | 3,5%                  | 0,8%                 | —                   | —                     | 0,3%            | 30%             | 5,9%      |
| 09/09/2016    | Datafolha | 36%                 | 34%             | 11%                  | 2%                    | 2%                   | 1%                  | 0%                    | —               | 10%             | 4%        |
| 15/09/2016    | Ibope     | 38%                 | 27%             | 13%                  | 4%                    | 3%                   | 1%                  | 0%                    | 0%              | 10%             | 4%        |
| 16/09/2016    | IPMN      | 34,2%               | 24,8%           | 10,4%                | 4,4%                  | 1%                   | —                   | 0,1%                  | 0,2%            | 17,6%           | 7,2%      |
| 22/09/2016    | Datafolha | 38%                 | 29%             | 13%                  | 3%                    | 2%                   | 0%                  | 0%                    | 0%              | 8%              | 6%        |
| 25/09/2016    | IPMN      | 33%                 | 25%             | 12%                  | 3%                    | 2%                   | 0%                  | 0%                    | 0%              | 21%             | 4%        |
| 26/09/2016    | Ibope     | 39%                 | 29%             | 15%                  | 3%                    | 2%                   | 1%                  | 0%                    | 0%              | 8%              | 3%        |
| 27/09/2016    | Datafolha | 38%                 | 26%             | 14%                  | 4%                    | 2%                   | 0%                  | 0%                    | 0%              | 11%             | 5%        |
| 29/09/2016    | Ibope     | 40%                 | 26%             | 17%                  | 3%                    | 1%                   | 1%                  | 0%                    | 0%              | 8%              | 4%        |
| 29/09/2016    | IPMN      | 38%                 | 25%             | 14%                  | 2%                    | 1%                   | 0%                  | 0%                    | 0%              | 13%             | 6%        |
| 01/10/2016[a] | Datafolha | 45%                 | 29%             | 17%                  | 6%                    | 2%                   | 0%                  | 0%                    | 0%              | —               | —         |
| 01/10/2016    | Datafolha | 39%                 | 25%             | 15%                  | 6%                    | 2%                   | 0%                  | 0%                    | 0%              | 8%              | 4%        |
| 01/10/2016[a] | Ibope     | 45%                 | 31%             | 16%                  | 4%                    | 2%                   | 1%                  | 0%                    | 1%              | —               | —         |
| 01/10/2016    | Ibope     | 41%                 | 28%             | 15%                  | 3%                    | 2%                   | 1%                  | 0%                    | 0%              | 7%              | 3%        |

### 2° turno
| Data          | Instituto | Geraldo Júlio (PSB) | João Paulo (PT) | Brancos e nulos | Indecisos |
| ------------- | --------- | ------------------- | --------------- | --------------- | --------- |
| 12/10/2016    | Datafolha | 47%                 | 34%             | 13%             | 6%        |
| 15/10/216     | IPMN      | 50,9%               | 33,6%           | 11,9%           | 3,7%      |
| 18/10/2016    | Ibope     | 54%                 | 33%             | 11%             | 2%        |
| 22/10/2016[a] | IPMN      | 61%                 | 39%             | —               | —         |
| 25/10/2016    | Ibope     | 54%                 | 36%             | 8%              | 2%        |
| 26/10/2016    | Datafolha | 50%                 | 34%             | 11%             | 5%        |
| 27/10/2016    | IPMN      | 49%                 | 35%             | 13%             | 3%        |
| 29/10/2016    | Ibope     | 52%                 | 36%             | 10%             | 2%        |
| 29/10/2016    | Datafolha | 51%                 | 35%             | 9%              | 5%        |
| 29/10/2016    | IPMN      | 49%                 | 35%             | 12%             | 4%        |

a . Nessa pesquisa constam apenas os votos válidos, excluindo os votos brancos ou indecisos.

## Resultados

### Prefeito
| Partido | Partido | Candidato       | Votos   | Votos (%) |
| ------- | ------- | --------------- | ------- | --------- |
|         | PSB     | Geraldo Júlio   | 430 997 | 49,34%    |
|         | PT      | João Paulo      | 207 529 | 23,76%    |
|         | PSDB    | Daniel Coelho   | 162 356 | 18,59%    |
|         | DEM     | Priscila Krause | 47 399  | 5,43%     |
|         | PSOL    | Edilson Silva   | 18 352  | 2,1%      |
|         | PV      | Carlos Augusto  | 5 394   | 0,62%     |
|         | PSTU    | Simone Fontana  | 1 029   | 0,12%     |
|         | PCO     | Pantaleão       | 429     | 0,05%     |
| Totais  | Totais  | Totais          | 873 485 |           |
| Fonte:  |         |                 |         |           |

### Vereadores eleitos
| Candidato (a)           | Partido | Votação     | Votação |
| Candidato (a)           | Partido | Porcentagem | Total   |
| ----------------------- | ------- | ----------- | ------- |
| Michele Collins         | PP      | 1,78%       | 15.357  |
| Irmã Aimée              | PSB     | 1,67%       | 14.338  |
| Fred Ferreira           | PSC     | 1,66%       | 14.277  |
| Aderaldo Pinto          | PSB     | 1,48%       | 12.767  |
| Felipe Francismar       | PSB     | 1,42%       | 12.183  |
| Marília Arraes          | PT      | 1,38%       | 11.872  |
| Davi Muniz              | PEN     | 1,36%       | 11.693  |
| Natália de Menudo       | PSB     | 1,19%       | 10.277  |
| Eduardo Marques         | PSB     | 1,18%       | 10.177  |
| Aline Mariano           | PMDB    | 1,18%       | 10.139  |
| Antonio Luiz Neto       | PTB     | 1,14%       | 9.796   |
| Professora Ana Lúcia    | PRB     | 1,11%       | 9.538   |
| Augusto Carreras        | PSB     | 1,06%       | 9.162   |
| Romerinho Jatobá        | PROS    | 1,06%       | 9.088   |
| Jadeval de Lima         | PDT     | 1,03%       | 8.831   |
| André Régis             | PSDB    | 1,01%       | 8.702   |
| Wanderson Florêncio     | PSC     | 1,01%       | 8.701   |
| Jayme Asfora            | PMDB    | 1,01%       | 8.657   |
| Rinaldo Júnior          | PRB     | 1,00%       | 8.604   |
| Maguari                 | PSB     | 0,97%       | 8.366   |
| Carlos Gueiros          | PSB     | 0,96%       | 8.291   |
| Marco Aurelio Meu Amigo | PRTB    | 0,89%       | 7.664   |
| Marcos Di Bria          | PSDC    | 0,85%       | 7.355   |
| Prof. Jairo Britto      | PT      | 0,84%       | 7.229   |
| Chico Kiko              | PP      | 0,82%       | 7.079   |
| Almir Fernando          | PC do B | 0,80%       | 6.852   |
| Eriberto Rafael         | PTC     | 0,72%       | 6.158   |
| Alcides Teixeira Neto   | PRTB    | 0,70%       | 6.025   |
| Romero Albuquerque      | PP      | 0,65%       | 5.613   |
| Gilberto Alves          | PSD     | 0,63%       | 5.390   |
| Aerto Luna              | PRP     | 0,61%       | 5.216   |
| Ivan Moraes             | PSOL    | 0,60%       | 5.203   |
| Dr Rogério Lucca        | PSL     | 0,59%       | 5.093   |
| Junior Bocão            | PSDB    | 0,59%       | 5.063   |
| Helio Guabiraba         | PRTB    | 0,56%       | 4.836   |
| Ricardo Cruz            | PPS     | 0,53%       | 4.547   |
| Rodrigo Coutinho        | SD      | 0,50%       | 4.300   |
| Renato Antunes          | PSC     | 0,50%       | 4.261   |
| Benjamim da Saúde       | PEN     | 0,44%       | 3.772   |

| Partido | Partido | Candidato                        | Votos     | Votos (%) |
| ------- | ------- | -------------------------------- | --------- | --------- |
|         | -       | Votos válidos                    | 873 485   | 78,04%    |
|         | -       | Votos brancos, nulos e abstenção | 245 815   | 21,96%    |
| Totais  | Totais  | Totais                           | 1 119 300 |           |
| Fonte:  |         |                                  |           |           |

### Prefeito - Segundo turno
| Partido | Partido | Candidato     | Votos   | Votos (%) |
| ------- | ------- | ------------- | ------- | --------- |
|         | PSB     | Geraldo Júlio | 528 335 | 61,3%     |
|         | PT      | João Paulo    | 333 516 | 38,7%     |
| Totais  | Totais  | Totais        | 861 851 |           |

| Candidato                         | Votos     | Votos (%) |
| --------------------------------- | --------- | --------- |
| Votos válidos                     | 861 851   | 77%       |
| Votos em branco, nulo e abstenção | 257 394   | 23%       |
| Totais                            | 1 119 245 |           |